# بورلی هیلز، نیو ساوت ولز
بورلی هیلز (به انگلیسی: Beverly Hills) یک حومه شهر در استرالیا است که در نیو ساوت ولز واقع شده‌است.